# Puma (Italië)
Puma is een historisch merk van motorfietsen.
De bedrijfsnaam was echter CCE Design.
Dit was een Italiaans bedrijfje van Emilio Carra, vanaf 1983 trialmotoren bouwde voorzien van een TAU-tweetaktblok.
- Voor andere merken met de naam Puma, zie Puma (Argentinië) en Puma (Groot-Brittannië).